# Мичуринская ГТ ТЭЦ
Мичуринская ГТ ТЭЦ — предприятие энергетики (газотурбинная ТЭЦ), расположенное в городе Белгороде, входящее в состав АО «ГТ Энерго».
Адрес: город Белгород, ул. Мичурина, 79. Руководитель станции: Мурзин Андрей Юрьевич.

## История и деятельность
Станция введена в эксплуатацию в 2004 году. Обеспечивает тепловой энергией производственные и административные площади ООО «Белэнергомаш-БЗЭМ» круглый год в температурном режиме на входе в котел-утилизатор 80 °С, на выходе из котла-утилизатора 130 °С.
ГТ ТЭЦ Мичуринская является участником энергосистемы Белгородской области, выдача мощности осуществляется через подключение воздушной линии 110 кВ к подстанции «Западная» 110/35/10. Оснащена системой автоматизированного информационно-измерительного коммерческого учета электроэнергии (АИИС КУЭ).